# Staatsstraße (Sachsen)

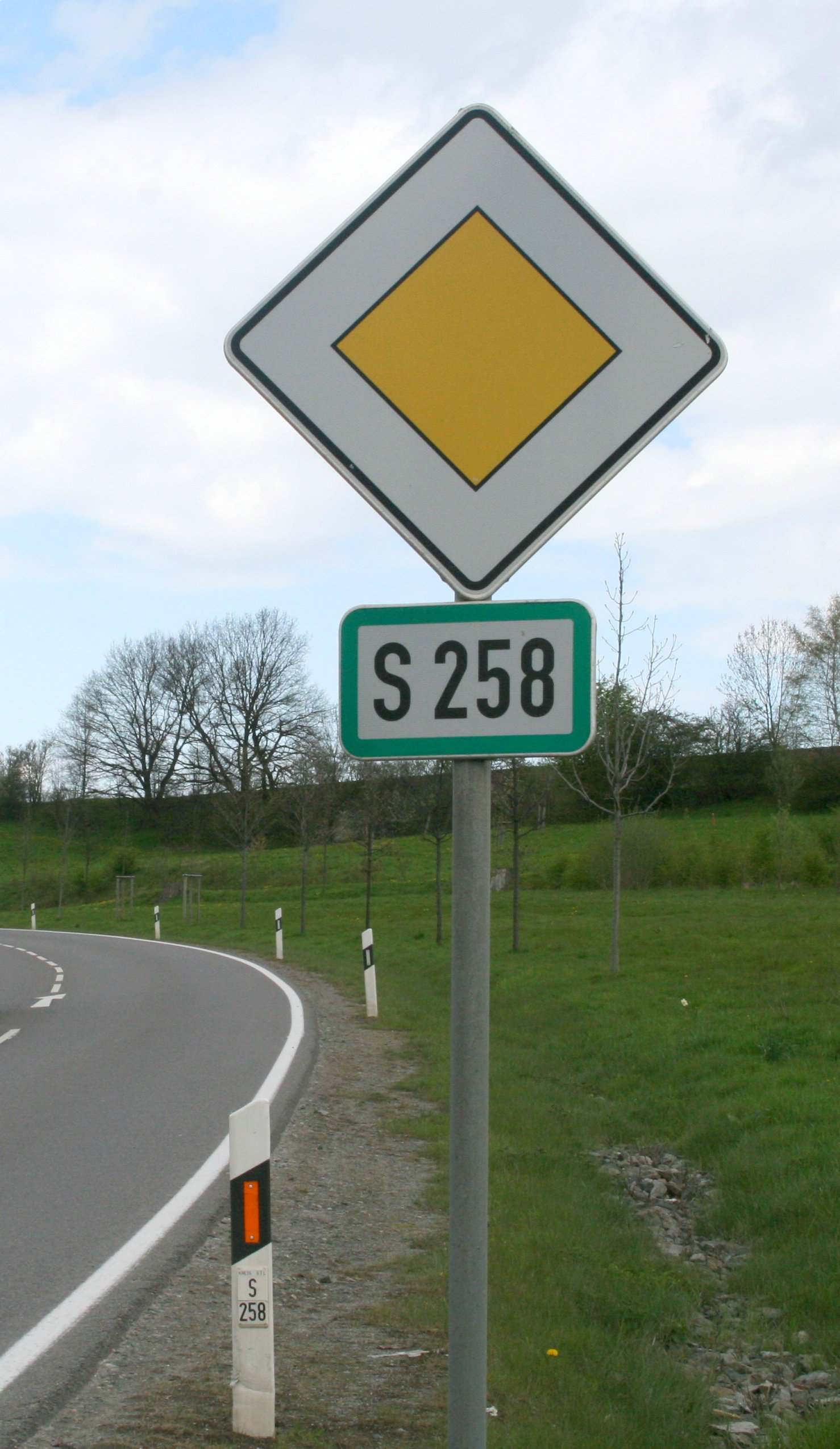
Ausschilderung der S 258

Staatsstraßennetz in Sachsen (Datenbasis OpenStreetMap, Stand Anfang 2024)

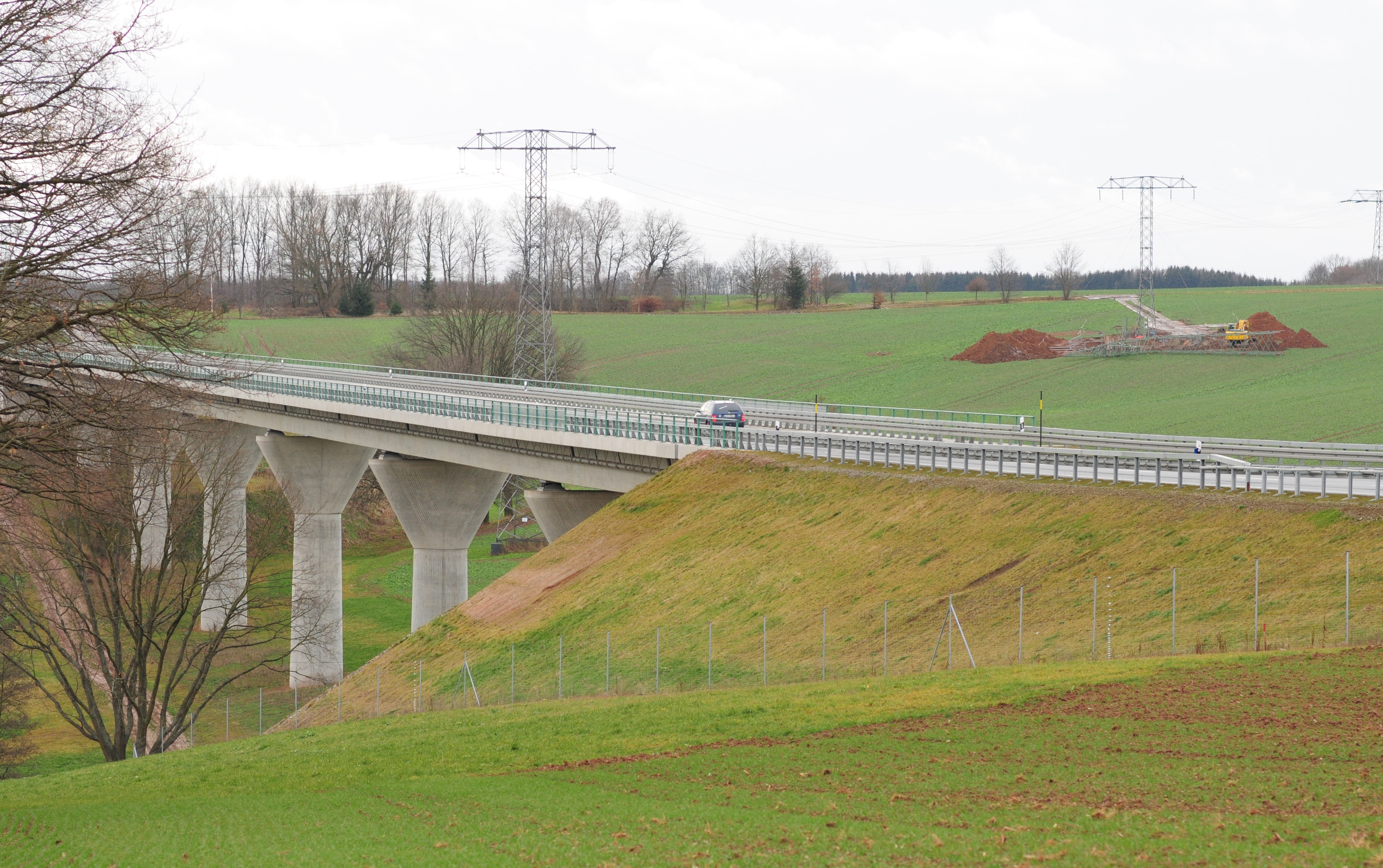
Brücke der S 289 bei Culten im Landkreis Zwickau

Als Staatsstraßen werden in Sachsen Landesstraßen bezeichnet, die in erster Linie dem regionalen Verkehr dienen. Zusammen mit den Autobahnen, Bundesstraßen und Kreisstraßen bilden die Staatsstraßen das übergeordnete sächsische Straßennetz. Die Länge des sächsischen Staatsstraßennetzes beträgt 4781 Kilometer.

## Eigenschaften
Die Kurzbezeichnung besteht aus einer fortlaufenden Nummer und dem vorangestellten Großbuchstaben „S“ (zum Beispiel S 177). Die Kennzeichnung im Straßenverkehr erfolgt gemäß Straßenverkehrs-Ordnung durch kleine, grün umrandete, weiße Tafeln mit der Nummer in schwarzer Schrift. Die Kilometrierung erfolgt mit kleinen Schildern am Straßenrand, den sogenannten Stationszeichen.
Die üblichen Geschwindigkeitsbegrenzungen für motorisierte Fahrzeuge auf Staatsstraßen betragen:
- außerhalb geschlossener Ortschaften 100 km/h
- innerhalb geschlossener Ortschaften 50 km/h

Die Straßenbaulast liegt bei dem Bundesland Sachsen, das die Auftragsverwaltung jedoch an die einzelnen Straßenbauämter abgibt. Das bedeutet, dass die Straßenbauämter für den Bau und den Betrieb der Staatsstraßen in ihrem Verwaltungsgebiet – wie auch bei Bundesstraßen üblich – verantwortlich sind.